# Stevenson Restriction Scheme
Das Stevenson Restriction Scheme war eine staatliche Preisvorgabe der britischen Regierung für Naturkautschuk von 1922 bis zur Weltwirtschaftskrise.

## Hintergrund
In den frühen 1900er Jahren führte eine Steigerung des Einsatzes von Gummi bei Automobilbereifung und wasserdichten Produkten wie Stiefel zu einer vermehrten Nachfrage nach Naturkautschuk. Dieser ist überwiegend Harz des Gummibaum (Hevea brasiliensis), dessen Wachstum auf tropische Klimazonen beschränkt ist. 1920 wurde 75 % der Naturkautschukproduktion von multinationalen Unternehmen mit Geschäftssitz im Vereinigten Königreich kontrolliert. Bei den Importeuren des Naturkautschuk, dem russischen Kaiserreich, dem Deutschen Reich und den USA, gab es Anstrengungen, Verfahren zur Herstellung von synthetischem Kautschuk zu entwickeln.
Ab 1910 kultivierte United States Rubber Company Plantagen für Naturkautschuk auf Sumatra. Von 1914 bis 1922 oszillierte der Preis für Naturkautschuk zwischen 0,115 und $ 1,02 pro USD/Pfund. Mehltau auf Gummibäumen in Brasilien reduzierte die dortige Produktivität. Die daraus folgende Preissteigerung veranlasste die Naturkautschuk-Erzeuger, Neuanpflanzungen in British Malaya und Niederländisch-Indien anzulegen.
Nach der Oktoberrevolution wurden Multinationale Unternehmen in Sowjetrussland entschädigungslos enteignet, worauf ein Embargo verhängt wurde und im Moskauer Kombinat „Krasnyi Bogatyr“ synthetischer Kautschuk aus Alkohol und im Treugolnik (Triangel, verstaatlichte Russian-American India Rubber Co.) in Leningrad aus Erdöl hergestellt wurde.

## Rubber Investigation Committee
Etwa 1920 bat die British Rubber Growers Association den Secretary of State for the Colonies, Winston Churchill, um Hilfe. Churchill regte einen Untersuchungsausschuss, das Rubber Investigation Committee, der maßgeblich durch Vertreter der British Rubber Growers Association besetzt war, und dem James Stevenson, 1st Baron Stevenson, vorsaß, an, um den Weltmarktpreis für Naturkautschuk zu stabilisieren. Das Rubber Investigation Committee entwickelte das Stevenson Restriction Scheme, bei dem durch eine vierteljährliche Festsetzung des Exportpreises durch Secretary of State for the Colonies der Preis stabilisiert werden sollte. Die Regierungen von Ceylon und der Federated Malay States sanktionierten die Preisvorgabe. Im Oktober 1922 wurde im Federal Legislative Council der Federated Malay States das Export of Rubber (Restriction) Enactment verabschiedet und trat durch Veröffentlichung am 1. November 1922 in Kraft.

## Bedrohung des US-amerikanischen Lebensstils
In der Periode der Preisfestsetzung gab es eine Verdoppelung der weltweiten Nachfrage nach Naturkautschuk. In den Vereinigten Staaten wurden etwa 75 % der weltweiten Naturkautschukproduktion verbraucht. 1925 sah Herbert Hoover in der britischen Preisvorgabe eine Bedrohung des American Way of Life. Der Regierung der Niederlande wurde von der britischen Regierung angeboten, sich an der Preisfestsetzung zu beteiligen. Sie tat dies nicht. In Liberia lief 1923 die Konzession der Niederlande für den Anbau von Naturkautschuk aus, worauf die Firestone Natural Rubber Company ab 1926 ausgedehnte Landschaften für 99 Jahre pachtete. Durch die Freiheit der Arbeitskräfte ist der auf diesen Kautschukplantagen praktizierte Kapitalismus der Sklaverei in Bezug auf Profit überlegen.